# Emergency (singel)
Emergency – drugi singel zespołu Paramore z płyty All We Know Is Falling. Został wydany 21 sierpnia 2006 roku z bonusowym nagraniem Oh Star i z darmowym plakatem. Piosenka była napisana w sytuacji gdy rodzice Hayley mieli się rozstać a ona nie była w stanie czegoś zrobić i im pomóc, bo była dzieckiem. 

## Lista Nagrań
- 1. "Emergency" - 4:01
- 2. "Oh, Star" (Single Version) - 3:48